# John Suckling (poet)
John Suckling,  född den 10 februari 1609 i Twickenham, död (troligen genom självmord) 1641 i Paris, var en engelsk skald.
Suckling ärvde vid unga år en större förmögenhet, företog vidsträckta resor, tog tjänst i Gustav II Adolfs armé, återvände till England 1632, deltog i hovlivet och politiken som kungamaktens anhängare och måste fly till Frankrike. Sucklings litterära rykte vilar huvudsakligen på hans lyriska stycken. Dessutom författade han dramer, bland vilka märks sorgespelet Aglaura, som innehåller den berömda dikten "Why so pale and wan, fond lover", skådespelet The Goblins och sorgespelet Brennoralt, det senare med stark rojalistisk tendens.